# Aleksandr Matinczenko
Aleksandr Nikołajewicz Matinczenko ros. Александр Николаевич Матинченко (ur. 4 września 1927 w wiosce Wierchnij Mamon w obwodzie woroneskim (d. ZSRR), zm. 18 czerwca 1999) – podpułkownik lotnictwa, kosmonauta radziecki.

## Życiorys
W 1945 ukończył w Kujbyszewie 1 Leningradzką Szkołę Przygotowawczą Marynarki Wojennej. Szkołę ewakuowano tam na czas wojny. Później rozpoczął służbę wojskową.
Od 1945 przez 3 lata był radiooperatorem wspomagającej 73 dywizji Lotnictwa Dalekiego Zasięgu stacjonującej w obwodzie moskiewskim. W latach 1950–1955 służył jako pilot wojskowy w pułku lotnictwa transportowego dalekiego zasięgu.
Podczas powstania na Węgrzech w 1956 wykonał 25 lotów na samolocie transportowym Li-2 dostarczając zapasy dla stacjonujących tam wojsk radzieckich. W 1959 ukończył Wojskową Szkołę Lotniczą w Bałaszowie w obwodzie Saratowskim. Trzy lata później w 1962 ukończył studia na wydziale inżynierii Wojskowej Lotniczej Akademii Inżynieryjnej im. N. Żukowskiego (ВВИА им.Н.Е.Жуковского). Od czerwca 1962 do momentu znalezienia się w oddziale kosmonautów był pomocnikiem głównego inżyniera Państwowego Instytutu Naukowo-Badawczego Sił Powietrznych (ГКНИИ ВВС) w osadzie Czkałowskij.
W tym samym roku podjął starania aby zostać kosmonautą. Przeszedł badania w Centralnym Wojskowym Naukowo-Badawczym Szpitalu Lotnictwa (ЦВНИАГ) i w połowie 1962 otrzymał skierowanie do Centralnej Lotniczej Komisji Lekarskiej (ЦВЛК), gdzie pomyślnie przeszedł kolejne kwalifikacje. 10 stycznia 1963 został członkiem drugiej grupy (WWS-2) kosmonautów radzieckich.
Przez dwa lata przechodził ogólne szkolenie dla kosmonautów (ОКП). W tym czasie dwukrotnie podczas lotów załogowych pracował w charakterze operatora łączności. 13 stycznia 1965 zdał egzaminy końcowe i został skierowany do grupy kosmonautów przygotowujących się do lotów w ramach wojskowych programów kosmicznych. Wspólnie z Dimitrijem Zaikinem trenował w rezerwowej załodze zaplanowanego na początek 1967 lotu statku kosmicznego Woschod 6. Lot odwołano z powodu skrócenia całego programu do zaledwie dwóch wypraw.
W latach 1966–1971 – szkolił się w grupie kosmonautów przewidzianych do lotów na wojskową załogową stację kosmiczną Ałmaz.
19 stycznia 1972 – rozkazem dowództwa lotnictwa Matinczenko, z uwagi na wiek, został wyłączony z dalszego szkolenia.
Po opuszczeniu oddziału kosmonautów był naczelnikiem działu wydawniczego 30. Centralnego Instytutu Naukowo-Badawczego Ministerstwa Obrony ZSRR w osadzie Czkałowskij w obwodzie moskiewskim.
11 kwietnia 1973 został zwolniony z wojska i przeniesiony do rezerwy. Od 1974 do 1991 pracował na różnych stanowiskach w Ministerstwie Przemysłu Lotniczego ZSRR. Na emeryturę przeszedł w lutym 1992.
Zmarł w 1998 w wieku 71 lat.